# Свен Шмід
Свен Шмід (нім.: Sven Schmid; *21 січня 1978 року, Йоханесбург, ПАР) — німецький фехтувальник (шпага), чемпіон Європи 2009 року в особистій першості, бронзовий призер Олімпійських ігор в Афінах у командній першості, срібний призер чемпіонату світу 2005 року (командна першість). 
Переможець етапів Кубку світу: Доха (2005), Лісабон (2009), Стокгольм (2009).

## Інтернет-джерела
- Профіль на сайті www.nahouw.net
- Профіль на сайті www.fie.ch